# Erdbebenstation Bensberg

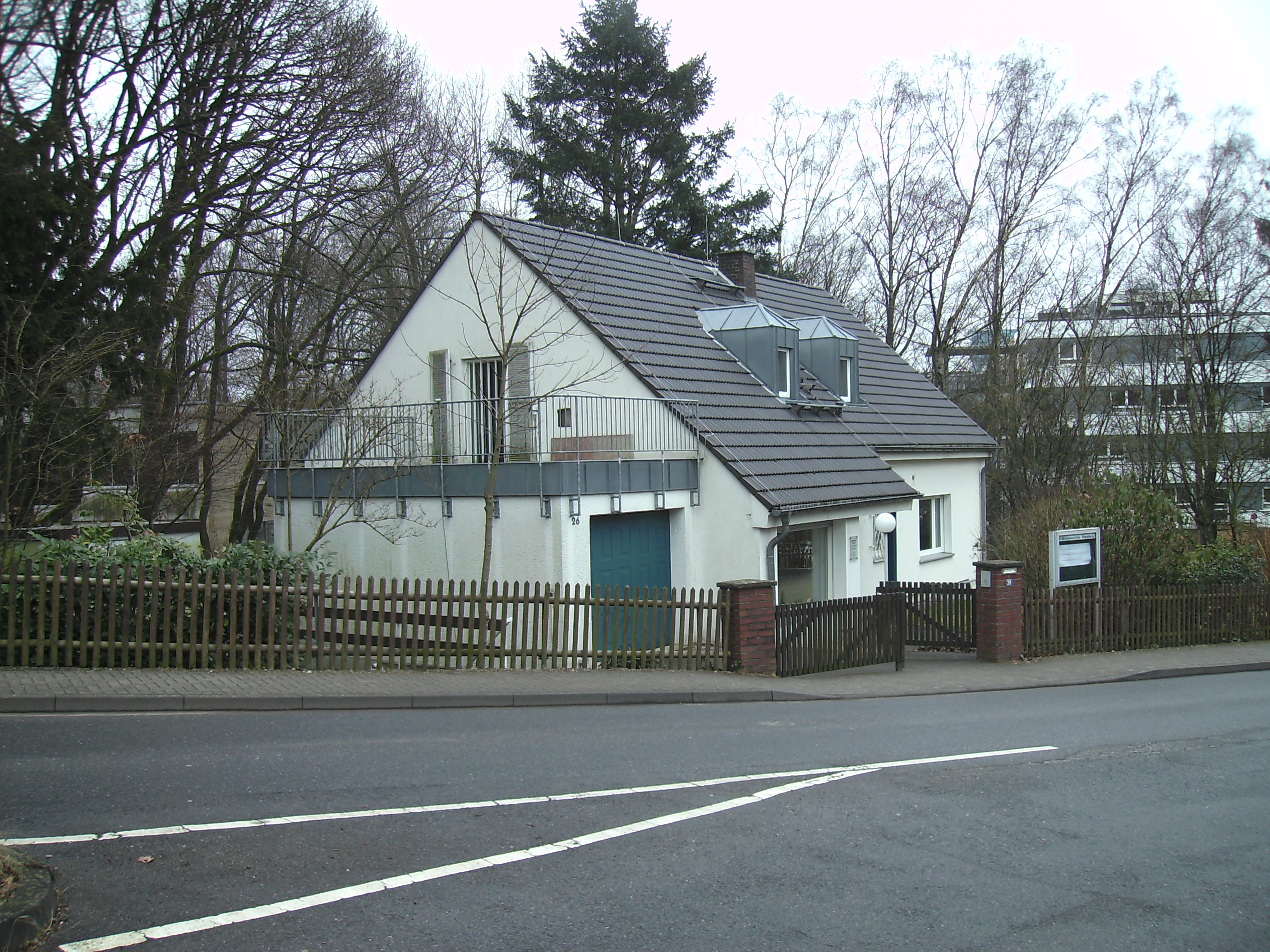
Erdbebenstation Bensberg

Die Erdbebenstation Bensberg (BNS) ist die Erdbebenwarte des Geologischen Instituts der Universität zu Köln. Die Einrichtung dient der Überwachung und der wissenschaftlichen Auswertung der Erdbebentätigkeit im Rheinland und insbesondere in der Niederrheinischen Bucht. Sie liegt im Stadtteil Bensberg von Bergisch Gladbach im Rheinisch-Bergischen Kreis.

## Geschichte

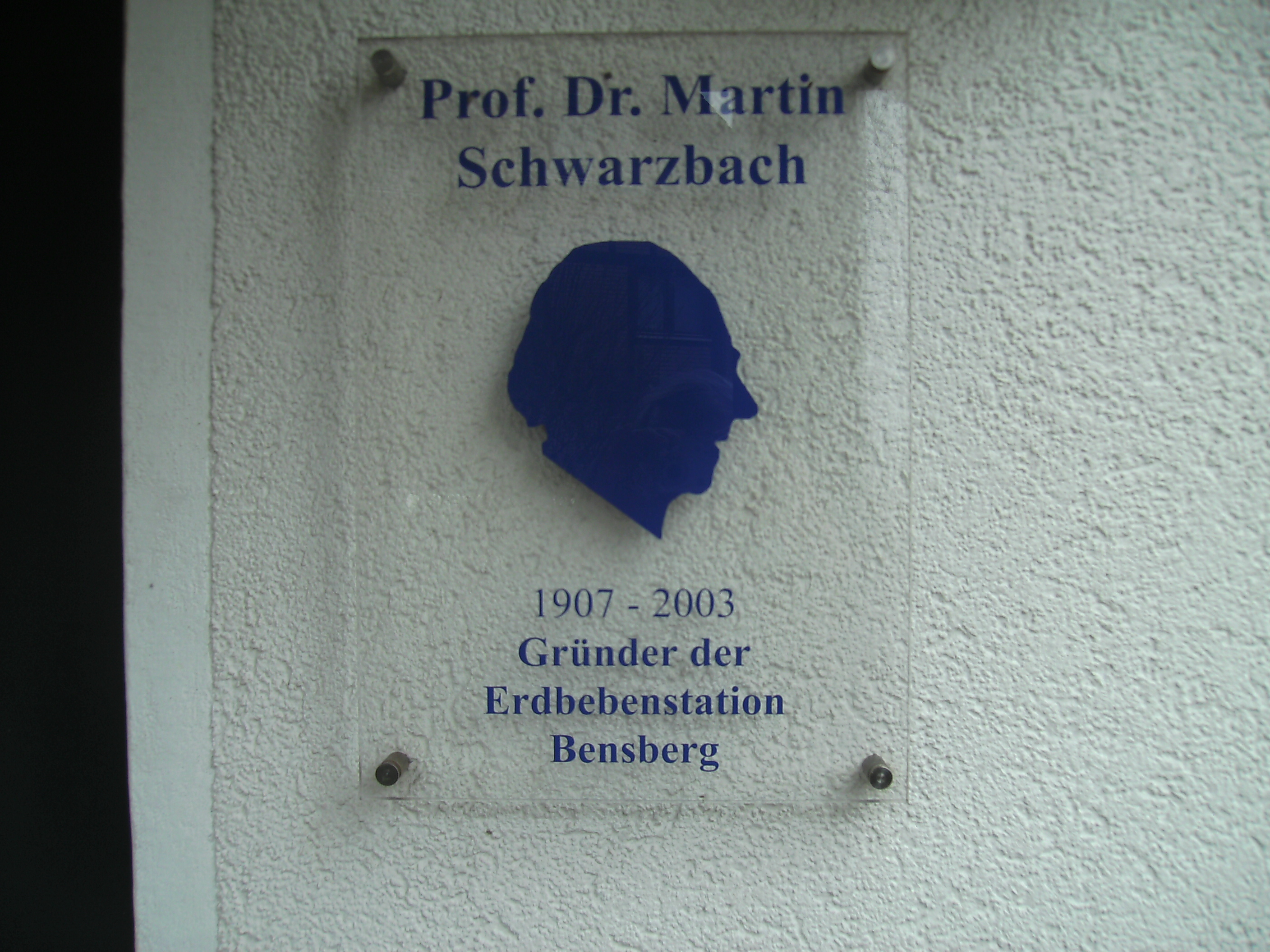
Gedenktafel für den Gründer Martin Schwarzbach

Die Station wurde von Martin Schwarzbach gegründet und ist seit 1954 in Betrieb.
Anlass für die Gründung einer Erdbebenwarte war das Euskirchener Schadbeben vom 14. März 1951, das mit einer Magnitude von 5,8 Personen- sowie Sachschäden im Rheinland verursachte. Als damaliger Leiter des Kölner Geologischen Instituts initiierte Schwarzbach die Einrichtung einer geeigneten Station zur Überwachung der Erdbebentätigkeit im Rheinland. Da aufgrund des geologischen Untergrundes der Standort Köln für eine genaue Registrierung von Erdbeben nicht geeignet erschien, wurde der Ort Bensberg im Bergischen Land gewählt. Dort besteht der geologische Untergrund aus devonischem Schiefer und Grauwacken. 1952 wurde der Grundstein für die Erdbebenstation Bensberg gelegt. 1954 begann ein erster Testbetrieb und 1955 wurde der reguläre Stationsbetrieb aufgenommen. Die Station war auch Dienstwohnung von Professor Schwarzbach, in der er drei Jahrzehnte lebte und arbeitete. Heute ist das Haus alleine Forschungsstation.
Zwischen 1960 und 1995 wurde die Erdbebenstation von Ludwig Ahorner geleitet und zu einer international renommierten Forschungseinrichtung ausgebaut. Von 1995 bis 2018 leitete Klaus-Günter Hinzen die Einrichtung und führte den digitalen Messbetrieb ein. Anschließend wurde die Einrichtung von Brigitte Knapmeyer-Endrun geführt, seit 2023 ist Martin Zeckra der Leiter.

## Funktion
Die Erdbebenstation übernimmt Aufgaben im Rahmen des weltweiten Erdbebenbeobachtungsdienstes. Der Fokus der Station liegt jedoch in der Aufzeichnung und Erforschung der Erdbebentätigkeit des aktiven tektonischen Senkungsfeldes der Niederrheinischen Bucht. Hierzu gehört neben der Basisstation ein Netz zahlreicher Außenstationen, das seit 1974 im Großraum zwischen Aachen, Köln und Koblenz ausgebaut wurde. Das Stationsnetz besteht aus kurzperiodischen Seismographen sowie Beschleunigungsaufnehmern, die teilweise von ehrenamtlichen Mitarbeitern betreut werden. Seit Beginn der Aufzeichnungen wurden in Bensberg mehr als 2000 Erdbeben im Rheinland registriert.
Die ermittelten Daten dienen der Einschätzung des regionalen Gefährdungspotentials durch seismische Aktivitäten und der Erstellung von Gefährdungskarten.
Als Forschungseinrichtung der Universität Köln ist die Station auch der Lehrtätigkeit verpflichtet. Hier werden neben dem Stationsbetrieb auch Studenten und Doktoranden betreut.
In der Öffentlichkeitsarbeit informiert die Station die Bevölkerung über historische und aktuelle Erdbeben und klärt über Gefahren auf.

## Forschungsschwerpunkte
Zu den Forschungsschwerpunkten gehört die Untersuchung historischer Erdbeben. Auf dem Gebiet der Archäoseismologie arbeitet die Station mit der Kölner Stadtarchäologie und der Bodendenkmalpflege unter anderem bei der Erforschung der Archäologischen Zone zusammen. Daneben finden regionale Projekte statt, wie die Untersuchung der seismischen Aktivität des Laacher-See-Gebietes zur Einschätzung des davon ausgehenden Gefahrenpotentials.
Darüber hinaus beteiligen sich die wissenschaftlichen Mitarbeiter am Heracles-Projekt, welches sich mit den archäoseismischen Ursachen des Untergangs der mykenischen Paläste Tiryns und Midea befasst.
Die Station betreibt seit 2007 fünf seismologische Messinstrumente im Kölner Dom – im Keller, auf dem Dachboden und drei im Nordturm, in unterschiedlichen Höhen.

## Technische Ausstattung
Zur technischen Ausstattung gehören kurz- und langperiodische Seismographen.
Das kurzperiodische Messsystem besteht aus einer triaxialen Anordnung von GEOTECH-S-13-Schwinggeschwindigkeitsaufnehmern mit einer Eigenperiode von 1,25 Sekunden sowie einem Lennartz LE-5D-Dreikomponentensystem mit einer Eigenperiode von fünf Sekunden.
Starke Beben bis einer Lokalbebenmagnitude ML 6 können mit einem MR-2002 Strong-Motion-Messsystem des Herstellers Syscom aufgezeichnet werden.
Das langperiodische System basiert auf einem Schwinggeschwindigkeitsaufnehmer des Typs Sprengnether mit einer Eigenperiode von 15 Sekunden.
Die Station bewahrt zu musealen Zwecken einen von Emil Wiechert entwickelten mechanischen Horizontal-Seismographen (Wiechert-Pendel) sowie einen Satz kurzperiodischer Hiller-Seismometer.